# ميك فولر
ميك فولر (بالإنجليزية: Mick Fowler)‏ هو متسلق جبال بريطاني، ولد في 1956 في لندن في المملكة المتحدة.